# Житомиробленерго
Акціонерне товариство «Житомиробленерго» (АТ «Житомиробленерго») — акціонерне товариство з офісом у м. Житомирі, основною діяльністю якого є розподіл електроенергії.
Власниками компанії є громадяни Латвії (Віліс Дамбінс, Валтс Вігантс, Артурс Альтбергс), Німеччини (Олег Сізерман, Марина Ярославська) та України (Сергій Голубицький).

## Історія
У 1995 році на базі трьох підприємств електричних мереж: Західного, Коростенського і Східного, що працювали на той час в Житомирській області, було створено єдину компанію — Державну акціонерну енергопостачальну компанію «Житомиробленерго». 30 листопада 1999 року рішенням загальних зборів акціонерів ДАЕК «Житомиробленерго» було перейменовано у ВАТ "Енергопостачальна компанія «Житомиробленерго». 11 березня 2011 року загальними зборами акціонерів прийнято рішення змінити найменування на публічне акціонерне товариство "Енергопостачальна компанія «Житомиробленерго».
30 листопада 1999 р. ДАЕК «Житомиробленерго» було перейменовано у ВАТ "ЕК «Житомиробленерго». 11 березня 2011 — перейменовано на ПАТ "ЕК «Житомиробленерго». З 12 травня 2017 — ПрАТ "ЕК «Житомиробленерго». 6 квітня 2018 — АТ «Житомиробленерго».

## Структура
Організаційна структура: виробничі структурні підрозділи (райони електричних мереж), відділи та виробничі служби, основним предметом діяльності яких є розподіл та забезпечення надійного постачання електричної енергії споживачам згідно з укладеними договорами за тарифами, встановленими Національною Комісією, що здійснює державне регулювання у сфері енергетики та комунальних послуг; ремонт та технічне обслуговування електричного устаткування; приєднання до систем розподілу електричної енергії; будівництво споруд електропостачання та телекомунікацій; електромонтажні роботи, ведення іншої діяльності, передбаченої Статутом Товариства.
До складу АТ «Житомиробленерго» входять:
- Андрушівський РЕМ;
- Баранівський РЕМ;
- Бердичівський РЕМ;
- Брусилівський РЕМ;
- Хорошівський РЕМ
- Ємільчинський РЕМ;
- Житомирський РЕМ;
- Зарічанський РЕМ
- Коростенський РЕМ;
- Коростишівський РЕМ;
- Лугинський РЕМ;
- Любарський РЕМ;
- Малинський РЕМ;
- Народицький РЕМ;
- Новоград-Волинський РЕМ;
- Овруцький РЕМ;
- Олевський РЕМ;
- Попільнянський РЕМ;
- Радомишльський РЕМ;
- Романівський РЕМ;
- Ружинський РЕМ;
- Пулинський РЕМ;
- Черняхівський РЕМ;
- Чуднівський РЕМ.[2]

## Діяльність
Територія обслуговування АТ «Житомиробленерго» становить 29,8 тис. км²
Загальна протяжність ліній електропередачі — 35,2 тис. км
Кількість трансформаторних підстанцій — 8 952 шт.
Обслуговується 584 530 споживачів електроенергії, з яких 566 555 фізичних та 17 975 — юридичних.

## Розслідування
Влітку 2023 року, ДБР викрило десятки компаній, афілійованих з російськими власниками, діяльність яких підпадала під дію пункту 11 частини першої статті 4 Закону України «Про санкції». Вищий антикорупційний суд України за матеріалами ДБР розглянув та прийняв низку рішень про застосування санкцій до комерційних структур та їх власників. ВАКС також заарештував активи та розглядає питання націоналізації стосовно АТ «Житомиробленерго» (95,5 %).

## Порушення
Держенергонагляд здійснював перевірки застосування оператором системи розподілу (обленерго) графіків погодинних відключень (ГПВ) та справедливого розподілу електроенергії в області та зафіксував численні випадки невиконання команд диспетчерів НЕК "Укренерго" про запровадження ГПВ. На підстанціях систематично не в повному обсязі відключалися всі черги та приєднання черг у графіках. За окремими населеними пунктами необхідні відключення розпочалось диспетчером після прибуття інспектора. До оперативних журналів чергових підстанцій вносились дані, що не відповідають дійсності. В цілому це призводило до систематичної неучасті обласного центру та інших міст області у застосуванні ГПВ, порушуючи принцип справедливості розподілу електроенергії між регіонами.